# Сонце (герб)
Сонце (званий також Słońce, Maszkowski) – шляхетський герб німецького походження.

## Опис
У блакитному полі золоте сонце. У клейноді три пера страуса.

## Роди
Майдановичі (Majdanowicz), Масаковські (Massakowski), Машковські (Maszkowski), Мазаракі (Mazaraki).
Каспер Несецький передає думку Наленч-Малаховського, за якою індигенована 1764 сім'я Ласкарісів користувалася гербом Сонце. Проте, це спрощення - герб Ласкарисів містив шмат чорного орла із сонцем на грудях.

### Інші емблеми Машковських
Машковські із Ленчиці від 1414 року вживали на печатці герб Абданк. Також були Машковські герба Яструбець.

## Сонце як емблема в геральдиці

Герб Поділля

Символ сонця є популярним у європейських гербах. Воно буває в різних кольорах і металах. Найбільш вживаний колір or (золотий) або argent (срібло) в полі azure (блакитний), gules (червоний) або sable (чорний). Іноді поле має колір vert (зелений).
В українській геральдиці сонце було символом Поділля.